# Lubuk Unen
Lubuk Unen is een bestuurslaag in het regentschap Bengkulu Tengah van de provincie Bengkulu, Indonesië. Lubuk Unen telt 1401 inwoners (volkstelling 2010).